# 韦尔泰希·约瑟夫
韦尔泰希·约瑟夫（匈牙利語：Vértesy József，1901年2月19日—1983年12月21日），匈牙利男子水球运动员。他曾代表匈牙利参加1924年、1928年和1932年夏季奥林匹克运动会水球比赛，共获得一枚金牌和一枚银牌。